# 區鴻基
區鴻基（？—？），中國清朝官員。他於1895年（光緒21年）奉旨擔任按察使銜分巡台灣兵備道，因戰亂起，他未到任。不過，據台灣通史記載，1895年台灣民主國成立後，他亦擔任兵備道一職。